# Juan Manuel Cerúndolo
Juan Manuel Cerúndolo (ur. 15 listopada 2001 w Buenos Aires) – argentyński tenisista.

## Kariera tenisowa
W rozgrywkach cyklu ATP Tour Cerúndolo zwyciężył w swoim jedynym rozegranym finale. W grze pojedynczej wygrał też siedem turniejów cyklu ATP Challenger Tour.
W turnieju głównym zawodów ATP Tour zadebiutował w 2021 roku w Córdobie, gdzie zdobył tytuł jako kwalifikant. Został najmłodszym argentyńskim triumfatorem zawodów głównego cyklu od czasu Guillermo Corii w 2001 roku, a także pierwszym zdobywcą tytułu w swoim debiucie od 2004 roku, kiedy dokonał tego Santiago Ventura.
W rankingu gry pojedynczej Cerúndolo najwyżej był na 79. miejscu (31 stycznia 2022), a w klasyfikacji gry podwójnej na 376. pozycji (3 lutego 2020).
Jego starszy brat Francisco również jest tenisistą.

### Finały w turniejach ATP Tour
| Legenda                                      |
| -------------------------------------------- |
| Wielki Szlem                                 |
| Igrzyska olimpijskie                         |
| Tennis Masters Cup / ATP Finals              |
| ATP Masters Series / ATP Tour Masters 1000   |
| ATP International Series Gold / ATP Tour 500 |
| ATP International Series / ATP Tour 250      |

#### Gra pojedyncza (1–0)
| Końcowy wynik | Nr | Data           | Turniej | Nawierzchnia | Przeciwnik           | Wynik finału  |
| ------------- | -- | -------------- | ------- | ------------ | -------------------- | ------------- |
| Zwycięzca     | 1. | 28 lutego 2021 | Córdoba | Ceglana      | Albert Ramos-Viñolas | 6:0, 2:6, 6:2 |

### Zwycięstwa w turniejach ATP Challenger Tour w grze pojedynczej
| Końcowy wynik | Nr | Data                 | Turniej      | Nawierzchnia | Przeciwnik           | Wynik finału  |
| ------------- | -- | -------------------- | ------------ | ------------ | -------------------- | ------------- |
| Zwycięzca     | 1. | 2 maja 2021          | Rzym         | Ceglana      | Flavio Cobolli       | 6:2, 3:6, 6:3 |
| Zwycięzca     | 2. | 5 września 2021      | Como         | Ceglana      | Gian Marco Moroni    | 7:5, 7:6(7)   |
| Zwycięzca     | 3. | 12 września 2021     | Banja Luka   | Ceglana      | Nikola Milojević     | 6:3, 6:1      |
| Zwycięzca     | 4. | 2 października 2022  | Buenos Aires | Ceglana      | Camilo Ugo Carabelli | 6:4, 2:6, 7:5 |
| Zwycięzca     | 5. | 23 października 2022 | Coquimbo     | Ceglana      | Facundo Díaz Acosta  | 6:3, 3:6, 6:4 |
| Zwycięzca     | 6. | 8 stycznia 2023      | Tigre        | Ceglana      | Murkel Dellien       | 4:6, 6:4, 6:2 |
| Zwycięzca     | 7. | 15 stycznia 2023     | Tigre        | Ceglana      | Jesper de Jong       | 6:3, 2:6, 6:2 |